# Cultura Nazca
Termenul de Cultura Nazca se referă la cultura arheologică (conform Silverman, 1994) ce s-a dezvoltat între secolele I - VIII d.Hr. de-a lungul zonei uscate a coastei de sud a Perului, precum și de-a lungul luncilor drenate ale râului Rio Grande și pe Valea Ica (Silverman și Proulx, 2002).

## Tehnologii
Civilizația Nazca a produs o serie de meșteșuguri frumoase și tehnologii, cum ar fi ceramica, textile sau repere geografice (cel mai frecvent cunoscute sub numele de liniile Nazca). Ei au mai construit un sistem impresionant de apeducte subterane, cunoscut sub numele de puquios, care încă mai funcționează și azi.

## Istoria
Cultura Nazca s-a dezvoltat în perioada timpurie intermediară și este, în general, împărțită în:
- cultura proto-Nazca (faza 1, 100- 1 î.Hr.)
- cultura Nazca timpurie (fazele 2-4, A. D.. 1-450 d.Hr.)
- cultura Nazca de mijloc (faza 5, 450-550 d.Hr.)
- cultura Nazca târzie (fazele 6-7, 550-750 d.Hr.) (conform Vaughn, 2006).

## Religia
Fără îndoială, din cauza naturii extreme a mediului înconjurător, o mare parte a credințelor religioase Nazca s-au centrat în jurul agriculturii și a fertilității. O mare parte din arta Nazca descrie zei ai naturii foarte puternici, cum ar fi mitica balenă ucigașă, zei ai recoltei, zei pisică, creaturi cu trăsături de șarpe. Cea mai răspândită figură este cea a ființei antropomorfe.

## Galerie

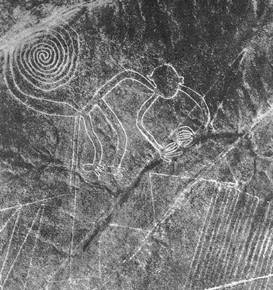
Linii Nazca în formă de maimuță
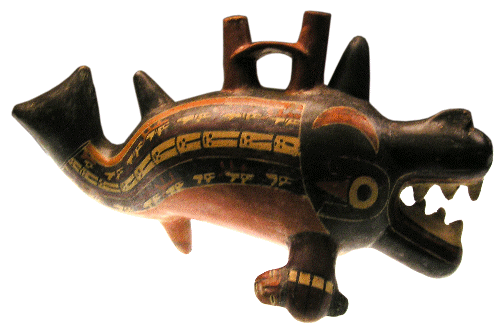
O figură de pește cu dublu cioc de la Cahuachi.
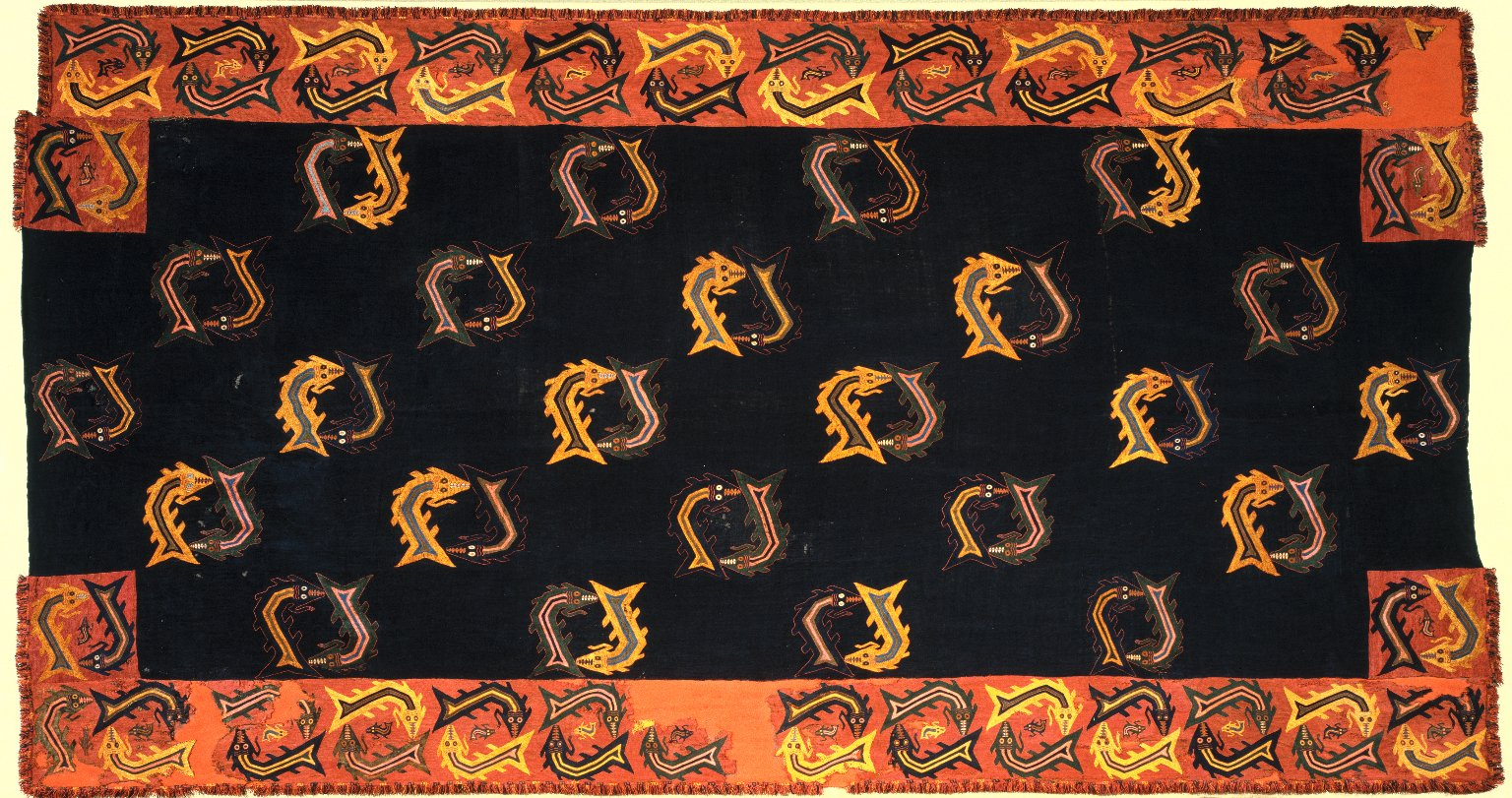
Manta Nazca , cultura Paracas, Necropolis, 0-100 î.Hr. Aceasta are un desen cu un "dublu pește" (probabil rechin). Muzeul Brooklyn.